# Амаду, Жоржи
Жо́ржи Леа́л Ама́ду ди Фари́я (порт.-браз. Jorge Leal Amado de Faria [ˈʒɔʁʒi lɛˈaw ɐˈmadu dʒi fɐˈɾi.ɐ]; 10 августа 1912, Итабуна, Баия — 6 августа 2001, Салвадор) — бразильский писатель, журналист, общественный и политический деятель. Один из наиболее известных бразильских профессиональных писателей. Объёмом тиражей уступает только Пауло Коэльо.
В 1961 году избран членом Бразильской академии литературы.  24-й председатель Бразильской академии литературы, сменив Отавио Мангабейра (руководивший с 1930 года до своей смерти в 1960 году).

## Биография
Жоржи Амаду, сын Жуана Амаду ди Фария и Эулалии Леал, родился 10 августа 1912 года на фазенде Ауриси́диа в штате Баия, однако относительно точного места рождения у биографов писателя нет единого мнения. Отец Жоржи был эмигрантом из штата Сержипи, приехавшим в Баию выращивать какао. Но через год из-за эпидемии оспы его семья вынуждена была переехать в город Ильеус, где Жоржи провёл всё своё детство. Кроме Жоржи в семье полковника Жуана Амаду было ещё три младших сына: Жофри (Jofre, родился в 1915 году), Жоэлсон (Joelson, родился в 1920 году) и Жамис (James, родился в 1922 году). Впечатления этого периода жизни, в особенности увлечение морем, политические и земельные распри, в одной из которых подстрелили его отца, повлияли на будущее творчество Жоржи Амаду.
Грамоте будущего писателя научила его мать, которая учила его читать по газетам, а с 1918 года он посещал школу в Ильеусе, продолжил обучение в Салвадоре в религиозном колледже Антониу Виейры, куда его отослали учиться с одиннадцати лет. Там юный Жоржи пристрастился к литературе, перечитывая произведения Чарльза Диккенса, Джонатана Свифта и других авторов. В 1924 году покинул школу и два месяца путешествовал дорогами Баии, добираясь в штат Сержипи, чтобы повидаться с дедушкой. Своё школьное образование завершил в гимназии Ипиранга, где вёл выпуск газеты «Отчизна» (A Pátria).
Учился в университете Рио-де-Жанейро на факультете права, где впервые узнал о коммунистическом движении и познакомился с такими коммунистическими деятелями, как Рауль Бопп, Жозе Америку ди Алмейда и другими. Участие в так называемом «Движении 1930-х» оказало большое влияние в начале творческого пути, когда писатель обратился к проблемам простых бразильцев и равенства в обществе. В 1932 году стал членом Бразильской коммунистической партии. Через четыре года был арестован по обвинению в коммунистическом заговоре. Период с 1930 по 1945 год известен в Бразилии как Эра Варгаса, когда в условиях подавления политической оппозиции Жоржи Амаду как активный коммунист неоднократно высылался из страны за политическую деятельность.

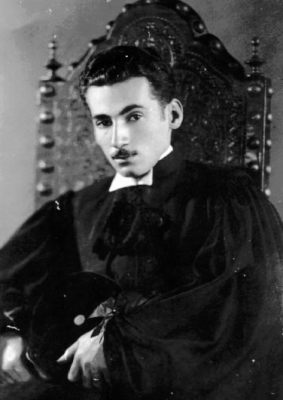
Бакалавр права, 1935 год

В 1935 году Амаду окончил юридический факультет университета, но никогда не работал по этой специальности, избрав литературное поприще. В 1930-х годах осуществил путешествие по Бразилии, Латинской Америке и США, результатом которого стал роман «Капитаны песка» (1937). После возвращения снова был арестован, а более полутора тысяч экземпляров его книг были сожжены военной полицией. После освобождения в 1938 году переехал жить в Сан-Паулу, а по возвращении в Рио вынужден был отправиться в изгнание сначала в Уругвай, а затем в Аргентину, где пробыл с 1941 по 1942 год. По возвращении в Баию снова был выслан.
После легализации компартии в декабре 1945 года писателя избрали её депутатом от Сан-Паулу в Национальный конгресс, кроме этого занял пост вице-президента Ассоциации писателей. В том же году Амаду подготовил много законопроектов, среди которых закон о свободе вероисповедания. В январе 1948 года после исключения коммунистической партии из избирательного списка Жоржи Амаду был лишён депутатского мандата и отправился в изгнание в Париж. В 1948—1950 годах жил во Франции, где познакомился и подружился с Пикассо и Сартром, затем в Праге (1951—1952), путешествовал по Восточной Европе и неоднократно посещал СССР. В 1952 году вернулся на родину и стал активно заниматься литературным творчеством. В 1956 году Амаду покинул ряды компартии Бразилии. В 1967 году писатель отказался от выдвижения своей кандидатуры на соискание Нобелевской премии.
Жоржи Амаду скончался 6 августа 2001 года на 89-м году жизни в Салвадоре от сердечного приступа. После кремации прах писателя по его завещанию был развеян среди корней мангового дерева, «чтобы помогать этому дереву расти» — около лавки у дома в Риу Вермелью, где он любил сидеть со своей женой.

## Личная жизнь
В декабре 1933 года Жоржи Амаду женился на Матилде Гарсиа Розе с которой прожил 11 лет. У них родилась дочь Лила (1935—1949).
В январе 1945 года на Первом конгрессе бразильских писателей Жоржи Амаду встретился с Зелией Гаттаи (Zélia Gattai Amado, 1916, Сан-Паулу — 2008, Салвадор), которая стала его спутницей на всю оставшуюся жизнь. Брак был официально оформлен только в 1978 году, когда у четы уже появились внуки. С начала 1960-х годов семейство проживало в собственном доме, построенном в предместье Салвадора на средства, вырученные от продажи прав на экранизацию романа «Габриэла, корица и гвоздика». Этот дом стал также своеобразным культурным центром, местом встреч бразильских деятелей искусства и многих творческих личностей. С 1983 года Жоржи и Зелия проводили по полгода в Париже, наслаждаясь тишиной, которой никогда не было в их загородном доме в Бразилии из-за наплыва гостей.
- Дочь — Эулалия Далила[11] (Лила) (1935—1949)[6]
- Сын — Жуан Жоржи (1947, Рио-де-Жанейро)[5][9]
- Дочь — Палома (1951, Прага)[5][9]
- Внучка — Сесилия (1976, Рио-де-Жанейро — дочь Паломы и Педру Косты[6], кинорежиссёр[12])

## Звания, награды и премии
Творчество Жоржи Амаду получило высокую оценку как в Бразилии, так и за её пределами. Писатель был удостоен 13 бразильских и различных международных литературных премий, почётных званий и орденов. Амаду стал почётным доктором различных университетов в Бразилии, Португалии, Италии, Израиле и Франции, обладателем многих других званий практически в каждой стране Южной Америки, а также звания Оба́ де Шанго́ в кандомбле, чем очень гордился.
- Член ВСМ[7]
- Международная Сталинская премия «За укрепление мира между народами» (1951)[7]
- Премия Жабути (1959, 1970)[8]
- Член Бразильской академии литературы (1961)
- Орден Почётного легиона (1984)
- Орден культурных заслуг (Бразилия)
- Премия Камоэнса (1994)

## Творчество

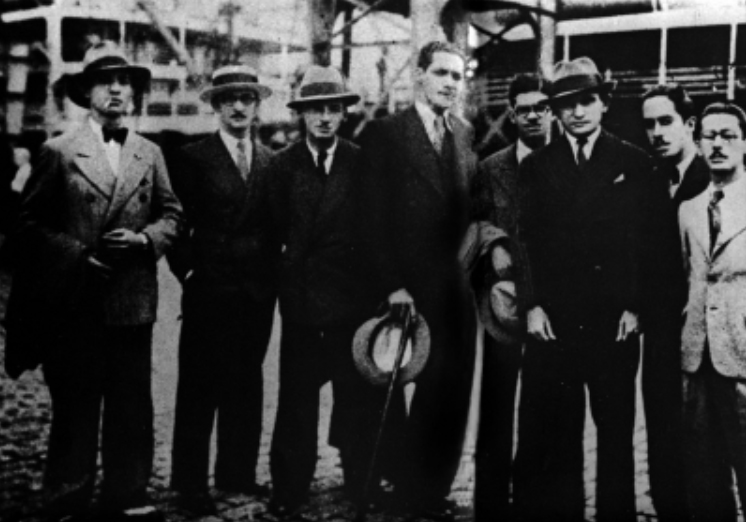
Члены «Академии бунтарей». Амаду третий слева, 1928 год

Первые публикации Жоржи Амаду были в газете Diário da Bahia, куда он в возрасте 14 лет устроился репортёром. В 1928 году стал одним из организаторов литературного объединения писателей и поэтов штата Баия «Академия бунтарей» (порт. Academia dos Rebeldes), которое, по словам Амаду, занималось проблемами «современного искусства без модернизма» (порт. uma arte moderna sem ser modernista) и издавало два журнала: Meridiano и Momento. Первый роман писателя — «Страна карнавала» — создавался под влиянием именно этого литературного обединения.
Литературный дебют состоялся в 1930 году выходом новеллы «Ленита» (Lenita), созданной в соавторстве с Диасом да Костой (Dias da Costa) и Эдисоном Карнейру (Édison Carneiro). «Страна карнавала» была опубликована в 1931 году. С выходом в свет романов «Какао» (1933) и «Пот» (1934) писатель обрёл известность.
С романа «Какао» начинается цикл романов о жизни на плантациях. Увлечение Амаду коммунистическими идеями нашло место в романах «Пот», в котором он описывает бедность горожан Салвадора, жизнь рабочих и люмпен-пролетариев. По мнению И. А. Тертерян, в этих произведениях ощутимо влияние натурализма. Переводы на русском языке романов «Какао» и «Пот» готовились к публикации в Москве в 1935 году, но Амаду не дал согласия: «Но книга, подобная „Какао“, не может заинтересовать народ, у которого есть такой роман, как „Цемент“». Знакомство читателей СССР с творчеством бразильского писателя началось в 1948 году с романа «Город Ильеус», выпущенного тогда в русском переводе под заглавием «Земля золотых плодов».
В первом цикле о Баие из 3 романов: «Жубиаба» (Jubiabá, 1935), «Мёртвое море» (Mar morto, 1936), «Капитаны песка» (Capitães da areia, 1937) кроме коммунистических идей писатель проявляет интерес к описаниям жизни чернокожего населения, тяжёлого наследия рабства и афро-бразильских традиций. Он формирует представление о Бразилии, как о нации с многонациональной культурой и традициями, где до сих пор чтят культ древних африканских божеств — Огуна, Шанго, Эшу, Йеманжи. Софья Руднева цитировала слова писателя: «Мы, баиянцы, смесь ангольцев с португальцами, в нас поровну от тех и других…». Роман «Жубиаба», один из первых в бразильской литературе, где главным героем выступает негр — Антониу, был удостоен положительного отзыва Альбера Камю: «восхитительный и удивительный». Произведения первого цикла о Баие, согласно И. А. Тертерян, «знаменуют созревание реалистического метода в творчестве Амаду». В 1959 году роман «Мёртвое море» был удостоен премии Граса Аранья.
В 1942 году на испанском языке была издана биография находившегося в тюрьме Луиса Карлоса Престеса — «Рыцарь надежды» (O Cavaleiro da Esperança, 1-е издание в Бразилии в 1945 году).
После Второй мировой войны были изданы романы «Красные всходы» (1946) и «Подполье свободы» (1952). С конца 1950-х годов вводил в произведения фантастические элементы, юмор, сенсуализм и стал одним из представителей магического реализма. Все эти элементы остались в творчестве Амаду, несмотря на то, что в произведениях позднего периода его интерес снова сместился к политическим темам.
В то же время Амаду продолжал испытывать интерес к афробразильским ритуалам кандомбле, результатом чего стала новелла «Необычайная кончина Кинкаса Сгинь Вода» (1959), которую многие бразильские критики считают шедевром Жоржи Амаду. В 1959 году роман «Габриэла, гвоздика и корица» был удостоен премии Жабути (Prêmio Jabuti).
С 1960-х годов начинается новый период творчества автора, когда главными героинями становятся женщины. К романам этого периода относятся «Донна Флор и её два мужа», «Лавка чудес» и «Тереза Батиста, уставшая воевать». Женщины этих романов представлены образами сильных чувственных личностей, способных на отважные судьбоносные поступки. «Большая Засада» (1984) была оценена критиками как одним из последних шедевров писателя.
В конце 1990-х годов Амаду работал над завершением мемуаров «Каботажное плаванье» (1992), издание которых было намечено на его 80-летний юбилей. Тогда же создавался роман «Красный Борис» (Bóris, o vermelho), который не был закончен. В 1992 году итальянская компания предложила Амаду написать произведение к 500-летию открытия Америки, в результате чего возник роман «Открытие Америки турками». В этот период дочь писателя Палома и её муж Педру Коста помогали корректировать и печатать на машинке произведения Жоржи Амаду, уже испытывавшего трудности со зрением.
Романы Амаду неоднократно ставились на театральной сцене и экранизировались. Один из наиболее известных фильмов в России — «Генералы песчаных карьеров» (1971, США), снятый по роману «Капитаны песка». В 2011 году внучка писателя Сесилия Амаду создала свою киноверсию Capitães da Areia, повторяющую название романа и ставшую её первой самостоятельной работой в кинематографе. Фильм Сесилии стал первой экранизацией этого произведения в Бразилии, хотя творчество Амаду служило литературной основой для киноработ и телефильмов уже не один десяток раз.
Согласно данным Софьи Рудневой, «Жоржи Амаду написал около 30 романов, которые были переведены на полсотни языков и изданы суммарным тиражом более 20 миллионов экземпляров». На сайте Бразильской академии литературы указано, что произведения писателя переведены на 48 языков.
Автор романов «Бескрайние земли» (Terras do sem fim, 1943), «Габриэла, гвоздика и корица» (Gabriela, cravo e canela, 1958), «Пастыри ночи» (1964), «Дона Флор и два её мужа» (Dona Flor e seus dois maridos, 1966), «Лавка чудес» (Tenda dos milagres, 1969, экранизирован по сценарию Амаду в 1977 году режиссёром Нелсоном Перейрой дус Сантусом), «Тереза Батиста, уставшая воевать» (Teresa Batista cansada da guerra, 1972), и других. На русский язык переведена большая часть произведений писателя за исключением романов «Страна карнавала» (O país do carnaval, 1931), «Какао» (Cacau, 1933), «Пот» (Suor, 1934) и «Открытие Америки турками» (A Descoberta da América pelos Turcos, 1994, встречается перевод названия «Как турки открыли Америку»). Многие произведения были переведены неоднократно, например, первый перевод «Капитанов песка» на русском языке вышел в 1952 году, позднее публиковались переводы Ю. А. Калугина (1976), А. С. Богдановского (1987) и Е. И. Беляковой (2000). Е. И. Белякова отмечала, что в то время как бразильцы отдают предпочтение «Капитанам песка» и «Габриэле», в России более популярны «Красные всходы» и «Дона Флор и два её мужа».

## Произведения
| №   | Оригинальное название                             | Название на русском                         | Год публикации |
| --- | ------------------------------------------------- | ------------------------------------------- | -------------- |
| 01  | O País do Carnaval                                | Страна карнавала                            | 1931           |
| 02  | Cacau                                             | Какао                                       | 1933           |
| 03  | Suor                                              | Пот                                         | 1934           |
| 04  | Jubiabá                                           | Жубиаба                                     | 1935           |
| 05  | Mar Morto                                         | Мёртвое море                                | 1936           |
| 06  | Capitães da Areia                                 | Капитаны песка                              | 1937           |
| 07  | Terras do Sem-Fim                                 | Бескрайние земли                            | 1943           |
| 08  | São Jorge dos Ilhéus                              | Город Ильеус                                | 1944           |
| 09  | Seara Vermelha                                    | Красные всходы                              | 1946           |
| 10  | Os Subterrâneos da Liberdade                      | Подполье свободы                            | 1954           |
| 10A | Os Ásperos Tempos                                 | Суровые времена                             | 1954           |
| 10B | Agonia da Noite                                   | Агония ночи                                 | 1954           |
| 10C | A Luz no Túnel                                    | Свет в тоннеле                              | 1954           |
| 11  | Gabriela, Cravo e Canela                          | Габриела, корица и гвоздика                 | 1958           |
| 12  | A Morte e a Morte de Quincas Berro d'Água         | Необычайная кончина Кинкаса Сгинь Вода      | 1959           |
| 13  | Os Velhos Marinheiros ou o Capitão de Longo Curso | Старые моряки или Капитан дальнего плавания | 1961           |
| 14  | Os Pastores da Noite                              | Пастырь ночи                                | 1964           |
| 14A | O Compadre de Ogum                                | Кум Огуна                                   | 1964           |
| 15  | Dona Flor e Seus Dois Maridos                     | Дона Флор и два её мужа                     | 1966           |
| 16  | Tenda dos Milagres                                | Лавка чудес                                 | 1969           |
| 17  | Tereza Batista Cansada de Guerra                  | Тереза Батиста, уставшая воевать            | 1972           |
| 18  | Tieta do Agreste                                  | Тиета из Агресте                            | 1977           |
| 19  | Farda, Fardão, Camisola de Dormir                 | Пальмовая ветвь, погоны и пеньюар           | 1979           |
| 20  | Tocaia Grande                                     | Большая Засада                              | 1984           |
| 21  | O Sumiço da Santa                                 | Исчезновение святой                         | 1988           |
| 22  | A Descoberta da América pelos Turcos              | Открытие Америки турками                    | 1992           |

| №  | Оригинальное название                                  | Название на русском                                | Год публикации | Жанр        |
| -- | ------------------------------------------------------ | -------------------------------------------------- | -------------- | ----------- |
| 1  | A Estrada do Mar                                       | Морская звезда                                     | 1938           | поэзия      |
| 2  | ABC de Castro Alves                                    | Кастро Алвес                                       | 1941           | биография   |
| 3  | O Cavaleiro da Esperança                               | Рыцарь надежды                                     | 1942           | биография   |
| 4  | Bahia de Todos os Santos                               | Бухта всех святых                                  | 1944           | хроника     |
| 5  | História do Carnaval                                   | История карнавала                                  | 1945           | рассказ     |
| 6  | O Amor do Soldado                                      | Любовь солдата                                     | 1947           | пьеса       |
| 7  | O Mundo da Paz                                         | Мир мира                                           | 1951           | путешествия |
| 8  | Do Jogo de Dados e dos Rígidos Princípios              | Об игре в кости и жёстких принципах                | 1962           | рассказ     |
| 9  | As Mortes e o Triunfo de Rosalinda                     | Смерть и триумф Розалинды                          | 1965           | рассказ     |
| 10 | O Gato Malhado e a Andorinha Sinhá                     | Полосатый кот и ласточка Синья                     | 1976           | сказка      |
| 11 | O Milagre dos Pássaros                                 | Птичье чудо                                        | 1979           | рассказ     |
| 12 | O Menino Grapiúna                                      | Юный Грапиуна                                      | 1981           | повесть     |
| 13 | O Episódio de Siroca                                   | Эпизод Сирока                                      | 1982           | рассказ     |
| 14 | A Bola e o Goleiro                                     | Мяч и вратарь                                      | 1984           | сказка      |
| 15 | De Como o Mulato Porciúncula Descarregou o seu Defunto | Как мулат Порсинкула избавился от своего покойника | 1989           | рассказ     |
| 16 | Navegação de Cabotagem                                 | Каботажное плавание                                | 1992           | повесть     |
| 17 | Hora da Guerra                                         | Час войны                                          | 2008           | хроника     |

Публикации в журнале «Иностранная литература»
- новелла «Необычайная кончина Кинкаса Сгинь Вода» (1963, № 5)
- романы
  - «Мы пасли ночь» (1966, № 2, 3)
  - «Лавка чудес» (1972, № 2—4)
  - «Тереза Батиста, уставшая воевать» (1975, № 11, 12)
  - «Возвращение блудной дочери» (1980, № 7—10)
  - «Военный китель, академический мундир, ночная рубашка» (1982, № 8, 9)
  - «Исчезновение святой» (1990, № 1, 2);
- литературная сказка «История любви Полосатого кота и сеньориты Ласточки» (1980, № 12)[16].

Отдельные издания на русском языке
- Амаду, Жоржи. Собрание сочинений : в 3 т. / Жоржи Амаду ; Сост., предисл. И. А. Тертерян; пер. с порт. И. Ю. Тыняновой, А. С. Богдановского, Ю. А. Калугина. — М. : Художественная литература, 1986. — 1853 с.
- Амаду, Жоржи. Собрание сочинений : в 3 т. / Жоржи Амаду. — М. : Терра-Книжный клуб, 2002. — 1680 с. — (Современный зарубежный роман). — ISBN 5-275-00501-6.
  - Амаду, Жоржи. Габриэла, гвоздика и корица : Хроника провинциального городка / пер. с порт. Ю. А. Калугина // Собрание сочинений : в 3 т. / Жоржи Амаду ; Статья И. А. Тертерян «Мир Жоржи Амаду». — М. : Терра-Книжный клуб, 2002. — Т. 1. — 480 с. — (Современный зарубежный роман). — ISBN 5-275-00502-4.
  - Амаду, Жоржи. Капитаны песка. Лавка чудес / пер. с порт. А. С. Богдановского, В. Фёдорова // Собрание сочинений : в 3 т. / Жоржи Амаду. — М. : Терра-Книжный клуб, 2002. — Т. 2. — 544 с. — (Современный зарубежный роман). — ISBN 5-275-00503-2.
  - Амаду, Жоржи. Старые моряки, или Чистая правда о сомнительных приключениях капитана дальнего плавания Васко Москозо де Араган. Дона Флор и два ее мужа / пер. с порт. Ю. А. Калугина // Собрание сочинений : в 3 т. / Жоржи Амаду. — М. : Терра-Книжный клуб, 2002. — Т. 3. — 656 с. — (Современный зарубежный роман). — ISBN 5-275-00504-0.
- Амаду, Жоржи. Жубиаба // Жубиаба. Мёртвое море / Пер. с порт. И. Чежеговой, Е. Голубевой. — М. : Художественная литература, 1973. — С. 21—298. — 544 с. — 75 000 экз.
- Амаду, Жоржи. Мёртвое море // Жубиаба. Мёртвое море / Пер. с порт. И. Тыняновой. — М. : Художественная литература, 1973. — С. 299—542. — 544 с. — 75 000 экз.
- Амаду, Жоржи. Каботажное плаванье / Пер. с порт.: А. Богдановского. — М.: Вагриус, 1999. — 432 с. — (Мой 20 век). — 5000 экз. — ISBN 5-264-00104-9.
- Амаду, Жоржи. Большая засада / Пер. с порт. В. А. Ролла. — М.: Астрель, 2013. — 544 с. — (XX век — The Best). — 3000 экз. — ISBN 978-5-271-41633-0.